# Юридическое образование в США
Юридическое образование в США — это термин, обозначающий образование, которое получают юристы в США до начала самостоятельной практики.
Какими бы разными ни были американские юристы по своим специальностям, доходам и статусу, все они принадлежат к одной профессии и формально имеют одну и ту же базовую квалификацию, образование и подготовку. Все они состоят членами коллегии (официальной организации юристов) одного или нескольких из 50 штатов США. Практически все учились на юридическом факультете какого-либо вуза.
Вступление юриста в профессию контролируется ассоциациями юристов, судами штатов и юридическими факультетами высших учебных заведений. Сейчас практически все штаты обязывают будущего юриста окончить четырехлетний колледж, затем трехлетний юридический факультет, аккредитованный ABA (Американской ассоциацией юристов) и сдать экзамен на право заниматься адвокатской практикой.

## Юридическое образование вСевероамериканских колонияхи в США
Изначально специалисты в юриспруденции завозились в Северную Америку из Англии. Первая образовательная программа была создана в Нью-Йорке в 1730 году и требовала семи лет ученичества. В 1756 году были приняты новые правила, по которым юрист должен был окончить четырехлетний колледж, в дополнение к пяти годам ученичества и специальному экзамену. Впоследствии требуемый срок обучения в колледже был сокращен до двух лет.
Специализированные факультеты по обучению праву появились в США лишь в конце XVIII века. Первый диплом бакалавра, выданный юристу на территории Соединенных Штатов, был выдан Колледжем Вильгельма и Марии в 1793 году. Первая университетская программа юридического образования была представлена в Университете Мэриленда в 1812 году. Она включала в себя множество философских и теоретических трудов, в том числе Библию, труды Цицерона, Сенеки, Аристотеля, Адама Смита, Монтескьё и Гроция.
В 1850-х годах в США было много частных школ права, возникших, когда практикующий юрист набирал себе помощников и самостоятельно учил их юридической практике, в то время как в университетах юридические факультеты, в первую очередь, предлагали знания о теории, истории и философии права. Университеты полагали, что практические знания человек приобретет сам, когда приступит к самостоятельной юридической практике, а частные школы, напротив, считали, что правильнее давать практические навыки во время обучения.
Таким образом, современное юридическое образование в США представляет собой комбинацию обучения праву как науке и приобретения практических навыков юриспруденции.